# Nitro Kid
Nitro Kid — компьютерная игра в жанре карточного рогалика, разработанная Wildboy Studios и изданная tinyBuild. Выпуск в Steam состоялся 18 октября 2022 года.

## Игровой процесс
В Nitro Kid игроку предстоит уничтожать врагов, используя карточки с навыками (позволяющие наносить удары, блокировать их, перемещаться и т. д.) и расходниками (отличаются от навыков тем, что могут использоваться один раз во время одного боя). В начале игры предлагается выбрать сложность и одного из агентов. Последних представлено в игре три:
1. L33 — агент по умолчанию. Во внутриигровом архиве Infinity L33 описывают как мастера смешанных боевых искусств и бойца из отряда специального назначения США под командованием некоего Эрнандеса. Однажды, после провала миссии, Эрнандес предложил бросить L33 в тылу врага, однако корпорация Cinder вмешалась и спасла его. В благодарность L33 начал на них работать.
2. J4X — агент, открывающийся после одной игры за L33. Имеет уникальную способность контратаки, позволяющая наносить фиксированный урон после атаки противника, и комбо, необходимое для некоторых карт. Бывший боксёр после поражения в бою с противником с инфузией, которая была разработана Infinity, стал работать на Cinder в благодарность за усовершенствование J4X физических способностей.
3. K31 — агент, открывающийся после прохождения игры за J4X. Единственный агент, специализирующийся на огнестрельном оружии, и, следовательно, дальнем бое. Имеет пистолет, который может превращаться в винтовку, и патроны. Согласно архиву, лучший наёмник Cinder, имеющая личные счёты с главой Infinity Кальцифером Маском. Обучалась в горной глуши Аппалачей после того, как компанию её родителей захватил конкурент Cinder.

После выбора агента игрок выбирает дополнительные карты, которые кладутся ему в колоду. Далее открывается карта. На верхнем этаже она линейна, однако на последующих разветвляется на три линии, которые можно зачищать в любом порядке. На карте игрок может встретить комнаты с врагами, элитными врагами, случайными событиями, кристаллами и детей Nitro, при освобождении которых можно выбрать специальные умения, называемые инфузиями, или зарядить имеющиеся. В комнатах с кристаллом можно восстановить здоровье или улучшить одну из карт в колоде.
В сражении агент имеет здоровье, энергию, нужную для карт, эффекты, накладываемые на него, инфузии и колоду карт, отвечающие за разные действия (атака, перемещение, блокирование ударов и т. д.). После хода игрока, ограниченного энергией, свой ход делают противники. Комбинируя карты и инфузии, игрок должен уничтожить всех противников (в бое с элитным врагом можно уничтожить только его).
После выполнения условий этапа (спасения детей, открытия лифта) становится разблокированным проход к боссу, самому сильному противнику на уровне. После победы над ним игрок переходит на следующий этаж.

## Сюжет
Выбранного игроком агента корпорации Cinder высаживают на небоскрёб конкурирующей корпорации Infinity, занимающейся созданием оборонительной техники, а также выкачкой некоего сверхтоплива «нитро», нужного для создания инфузий, из пленных детей. Игроку предстоит сражаться с сотрудниками Infinity, спасать детей Nitro и узнавать больше тёмных деталей об этой корпорации.

## Критика
| Сводный рейтинг | Сводный рейтинг |
| Агрегатор       | Оценка          |
| --------------- | --------------- |
| Metacritic      | 61/100 (PC)     |

Согласно Metacritic, Nitro Kid получила смешанные отзывы.